# Тохтаровський сільський округ
Тохта́ровський сільський округ (каз. Тоқтаров ауылдық округі, рос. Тохтаровский сельский округ) — адміністративна одиниця у складі Житікаринського району Костанайської області Казахстану. Адміністративний центр — село Тохтарово.
Населення — 826 осіб (2021; 1087 у 2009, 1477 у 1999, 1805 у 1989).
Станом на 1989 рік існувала Тохтаровська сільська рада (села Коломенка, Львівка, Максимовка, Тохтарово). Село Максимовка було ліквідоване 2011 року.

## Склад
До складу округу входять такі населені пункти:
| Населений пункт  | Старі назви | Населення, осіб (1989) | Населення, осіб (1999) | Населення, осіб (2009) | Населення, осіб (2021) |
| ---------------- | ----------- | ---------------------- | ---------------------- | ---------------------- | ---------------------- |
| Коломенка, село  | -           | 87                     | 21                     | -                      | -                      |
| Львівка, село    | -           | 364                    | 342                    | 244                    | 89                     |
| Максимовка, село | -           | 411                    | 300                    | 25                     | -                      |
| Тохтарово, село  | -           | 943                    | 814                    | 818                    | 737                    |